# Šentpavel pri Domžalah
Šentpavel pri Domžalah – wieś w Słowenii, w gminie Domžale. W 2018 roku liczyła 98 mieszkańców.